# Harris
Harris (en gaélico escocés, Na Hearadh) es la parte sur de una isla de las Hébridas Exteriores, pertenecientes a Escocia. Según el censo de 2001 tenía una población de 3.601 habitantes. Su nombre procede del antiguo nórdico Herað, un tipo de división administrativa. La parte septentrional de la isla recibe el nombre de Lewis. De hecho, aunque se consideren formalmente como islas diferentes, Lewis y Harris forman parte de la misma isla. Harris está separada de norte a sur por un istmo en medio del cual se encuentra la capital, Tarbert. 
Está conectada por ferry con las islas de Uig y Skye, y tradicionalmente ha formado parte del condado escocés de Inverness-shire. El principal monte es An Clisham (799 m).